# Soo Catwoman
Susan Lucas, mieux connue sous le nom de Soo Catwoman, est une figure éminente de la culture punk londonienne. Active à Londres entre les années 1976 et 1978, elle devient la muse du photographe Bob Gruen et se lie d'amitié avec les membres des Sex Pistols. Sa coiffure distinctive, similaire à des oreilles de chat, en a fait une icône du mouvement punk, et lui permet de figurer dans des publications de plus grande envergure, comme The Guardian et de News of the World. Son style influence d'autres figures de la pop culture, comme Keith Flint, et des créateurs de mode, tels que Junya Watanabe, Chanel, Obey et Mugler.

## Biographie
Soo Catwoman développe son style capillaire dès 1972, faisant remonter ses cheveux en pics de chaque côté de la tête, en référence à la fiancée de Frankenstein, et fait des mèches roses dans sa frange. Dérangée par le fait de devoir toujours coiffer ses cheveux, elle fait raser le milieu de sa tête chez un barbier du quartier de Ealing en 1976. Pour tenir sa coiffure en place, elle utilise du Vicks VapoRub. C'est grâce à cette coupe qu'elle se fait remarquer, avec son ami Marco Pirroni, par une femme à l'été 1976, qui leur propose de rejoindre le Club Louise, un club lesbien surPoland Street. C'est là que Soo Catwoman se lie d'amitié avec les membres de la jeune scène punk londonienne. Elle y rencontre également le photographe Bob Gruen, dont elle devient la muse.
Dans les années qui suivent, Susan Lucas devient une figure de plus en plus importante au sein de la scène punk, et apparaît sur la couverture des magazines punk Society Today et Society Today, sur des t-shirts de groupe, des pochettes d'albums, posters, flyers, etc. Elle est présentée dans certaines publications comme un exemple de l'effet du mouvement punk sur la jeunesse : quelques semaines avant le premier grand festival punk 100 Club Punk Special, elle est approchée par un photographe sur Park Lane, qui la paie £15 pour la photographier avec ses amies Simone Thomas, Debbie Wilson et Big Sharon Park Lane. Ces mêmes photos finissent dans un article dominical du News of the World, qui les décrit comme des prostituées, illustrant la panique morale de l'époque face au punk.
Susan Lucas est particulièrement proche des membres des Sex Pistols John Lydon et Sid Vicious, et partage un appartement avec ce dernier pendant cette période. Elle apparaît souvent sur les photographies de Ray Stevenson en compagnie des fans originels des Sex Pistols, connus sous le nom de Bromley Contingent, comme Siouxsie Sioux, Steven Severin et Billy Idol. Cependant, elle déclare plus tard ne pas avoir fait partie de la bande. À partir de 1978, alors mère de deux enfants, elle quitte progressivement la scène.

## Influence
L'entrée du punk dans la culture populaire fait de Susan Lucas une de ses représentations les plus iconiques,, le journal NME la créditant comme une des créatrices de la mode punk. Dans le documentaire L'Obscénité et la Fureur, John Lydon la distingue des autres punks londoniens, citant « ses compétences, son style et son courage ».
Dans le mockumentaire des Sex Pistols La Grande Escroquerie du Rock'n'Roll (1980), son rôle est joué par Judy Croll. Dans la minisérie FX Pistol (2022), elle est incarnée par l'actrice Iris Law.
De grands noms de la mode (Junya Watanabe, Chanel, Obey et Mugler) l'ont citée en tant qu'influence. Sa coiffure distinctive inspire Keith Flint du groupe The Prodigy, qui adopte une coiffure similaire dans les années 1990. Cette coiffure retrouve une courte popularité en 2021, sous le nom de hair horns (cornes de cheveux).

## Filmographie
Apparitions
- The Punk Rock Movie (1978, dir. Don Letts)
- The Filth and the Fury (L'Obscénité et la Fureur) (2000, dir. Julien Temple, VHS/NTSC)

Dans la fiction
- The Great Rock 'n' Roll Swindle (La grande escroquerie du rock'n'roll) (1980, incarnée par Judy Croll)
- Pistol (2022, incarnée par Iris Law)